# Charles de Voumard
Charles de Voumard, eigentlich Charles Voumard, ab 1818 Karl Heinrich Voumard von Wehrburg (* 1. März 1761 in Le Locle, Fürstentum Neuenburg; † 7. Februar 1841 in Worblingen, Großherzogtum Baden), war ein Oberst in der französischen Armee, Prinzenerzieher und Hofmarschall in Hohenzollern-Sigmaringen sowie Besitzer von Schloss Worblingen.

## Leben
Vourmard, Spross einer Bürgerfamilie aus Courtelary im Berner Jura, hatte zuletzt als Oberst in der französischen Armee gedient, ehe ihn Fürstin Amalie Zephyrine von Salm-Kyrburg 1797 zum Erzieher ihres Neffen bestellte, des minderjährigen Fürsten Friedrich IV. zu Salm-Kyrburg. Gerüchte verstummten nicht und Forschungen des Historikers Fritz Kallenberg deuten darauf hin, dass die Fürstin mit Voumard eine außereheliche Beziehung pflegte. Aus dieser Beziehung soll Helene Wilhelmine d’Isque (1799–1861, 1820 als Helene von Schatzberg nobilitiert) hervorgegangen sein, die 1824 mit dem Sigmaringer Oberamtsrat und späteren Sigmaringer Regierungsdirektor Friedrich von Laßberg vermählt wurde und die als Alleinerbin in Voumards Rechtsnachfolge trat. Mit der Fürstin wohnten Voumard als deren „Kammerherr“ und Helene als deren „Hofdame“ viele Jahre im Alten Prinzenbau zu Sigmaringen. 1819 erwarb er Schloss Worblingen in Baden, wo er im Alter von fast achtzig Jahren starb.
Voumard galt als hochgebildet und begleitete seinen Zögling Friedrich IV. auch, als dieser 1806 die Militärschule von Fontainebleau besuchte.
Am 16. Januar 1818 erhob ihn Anton Aloys mit dem Namenzusatz „von Wehrburg“ in den Adelsstand von Hohenzollern-Sigmaringen. Sein Wappen zeigt in Blau einen silbernen Löwen, ein silbernes Schwert haltend.